# Forever...
Forever... (pt: O Primeiro Amor) é um romance da escritora norte-americana Judy Blume, lançado em 1975. O livro aborda o tema da sexualidade na adolescência. Devido ao seu conteúdo, tem sido frequentemente objeto de censura, e aparece no sétimo lugar na lista dos 100 livros mais frequentemente contestados de 1990-1999 da American Library Association.

## Sinopse
Na noite de Ano Novo, Katherine e Michael conhecem-se e apaixonam-se. Ao longo dos meses, a relação entre os dois vai-se estreitando e, certos do que o que sentem um pelo outro será para sempre, iniciam a sua vida sexual. Mas chega o Verão e são obrigados a separar-se, por determinação dos pais de ambos. De início, escrevem-se praticamente todos os dias e as saudades são insuportáveis, mas, à medida que o tempo passa, Katherine dá por si a divertir-se e a sentir-se atraída por um colega. Esta atracão abala-a profundamente: como pode ela amar Michael e sentir-se atraída por outro?

## Personagens
- Katherine Danziger - Personagem principal da história. Acabou com o seu primeiro namorado por que ele queria fazer sexo com ela e não lhe dava tempo. Michael foi o seu segundo namorado. Tem uma irmã mais nova. A avó dela é a pessoa que a melhor compreende mas acaba por morrer no final da história.
- Michael Wagner - Rapaz por quem Katherine se apaixona logo no ínicio da história. Usava óculos, tinha cabelo arruivado e um pequeno sinal na bochecha esquerda. Teve uma DST que apanhou com a primeira rapariga com quem fez sexo. Katherine foi a sua segunda rapariga, mas ele já estava curado da doença venerea quando fizeram sexo. O seu pénis tem a alcunha de Ralph. Tem uma irmã mais velha que lhe empresta a casa para ele levar lá Katherine. É um bom rapaz, mas imbecil por vezes.
- Erica Small - Melhor amiga de Katherine. É muito baixa mas é desinibida e bonita. Apaixona-se por Artie.
- Artie - Melhor amigo de Michael. É um ótimo ator. Tentou o suicídio por ter impotência sexual.
- Tommy Aronson - Primeiro namorado de Katherine. Revelou-se um imbecil por só querer ir para a cama com raparigas.
- Sharon Wagner - Irmã mais velha de Michael. Faz esqui e tem um namorado chamado Ike.
- Elizabeth Hailey - Rapariga que curtiu com o Michael na festa em que a Katherine o conhece.
- Sybil - Amiga maluca e rebelde de Katherine que engravidou ainda adolescente. Teve o bebé no final do livro. Foi em casa dela que houve a festa em que Katherine e Michael se conheceram.
- Jaime Danziger - Irmã mais nova de Katherine. Uma rapariga muito criativa, a costura é o seu melhor talento.
- Theo - Um dos monitores do campo de férias em que a Katherine vai dar aulas de ténis às crianças. Acabam por gostar um do outro, o que leva Katherine a acabar com o Michael.